# 262876 Davidlynch
262876 Davidlynch è un asteroide della fascia principale. Scoperto nel 2007, presenta un'orbita caratterizzata da un semiasse maggiore pari a 2,6391606 UA e da un'eccentricità di 0,0982929, inclinata di 11,93244° rispetto all'eclittica.